# Seeon-Seebruck
Seeon-Seebruck là một đô thị trong huyện Traunstein bang Bayern thuộc nước Đức.